# Canoparmelia texana
Canoparmelia texana är en lavart som först beskrevs av Edward Tuckerman, och fick sitt nu gällande namn av Elix & Hale. Canoparmelia texana ingår i släktet Canoparmelia och familjen Parmeliaceae.   Inga underarter finns listade i Catalogue of Life.